# Andrees (Motorrad)

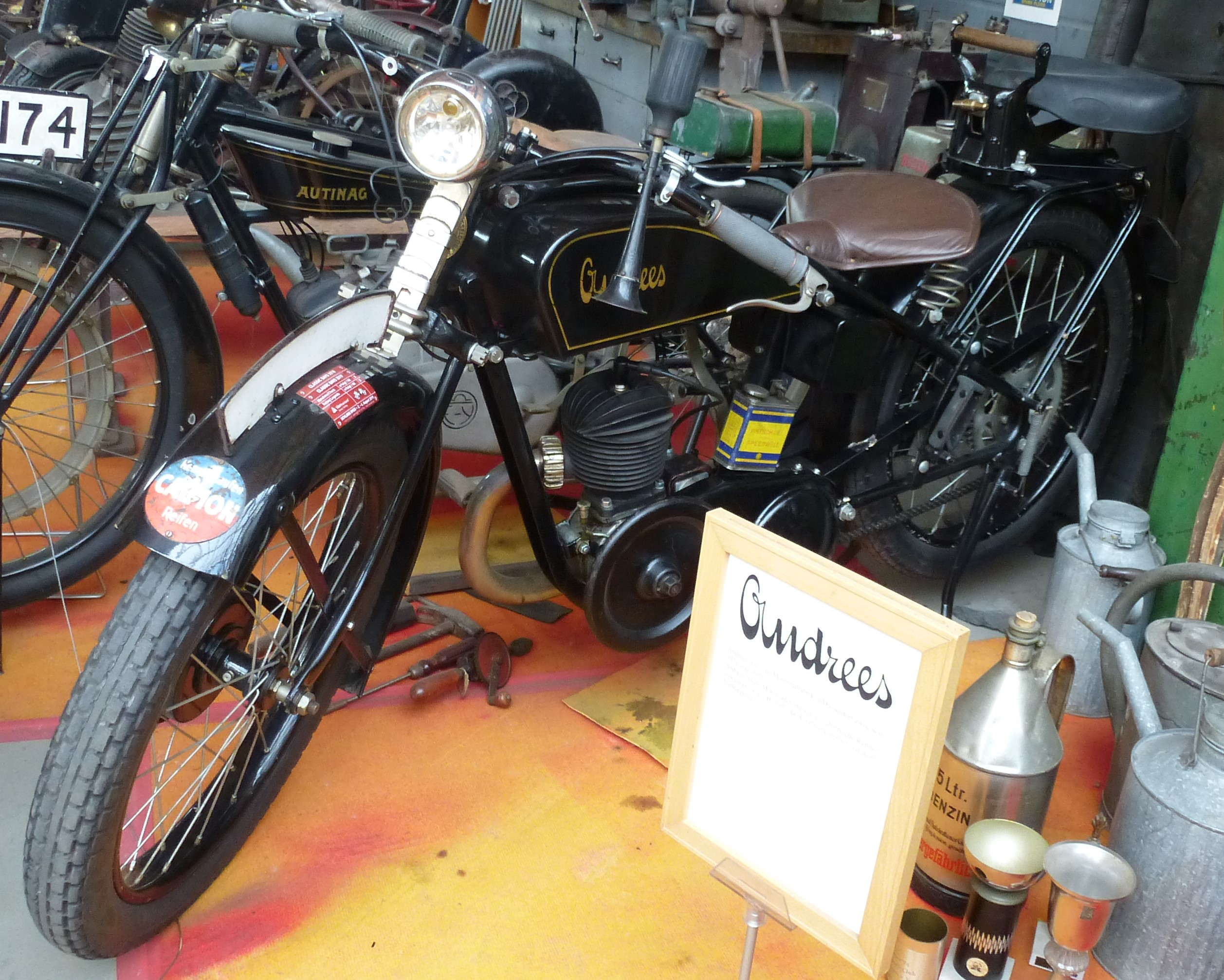
Motorrad von Andrees

Andrees (offiziell H. W. Andrees, Automobil- und Motoren-Industrie) war ein deutscher Motorradhersteller, der von 1923 bis 1929 in Düsseldorf bestand.

## Beschreibung
Andrees begann 1923 mit der Produktion billiger, leichter Motorräder mit Einbaumotoren, deren Absatz in dieser Zeit boomte. Die große Konkurrenzsituation sorgte dafür, dass Mitte der 1920er-Jahre viele der Wettbewerber, die meist Zweitaktmotoren verbauten, wieder vom Markt verschwanden. Andrees baute anfangs Maschinen mit ölgekühlten Viertaktmotoren (hauptsächlich 350-cm³- und 500-cm³-Zweizylinder-Boxer von Bradshaw) und hob sich damit von der Konkurrenz ab. Ab 1925 kamen Modelle mit 350er und 500er-Einzylindermotoren von Blackburne und M.A.G. hinzu.
Andrees war auch im Rennsport aktiv. Der Düsseldorfer Heinz Kürten gewann 1927 auf einem 650er-Andrees-Gespann das Eröffnungsrennen des Nürburgrings, mit großem Abstand vor dem Zweitplatzierten Peter Visé auf einem 1000er Harley-Davison-Gespann. Kürten wurde im selben Jahr Dritter im 1000-cm³-Lauf um den Großen Preis von Deutschland auf dem Nürburgring, der 1927 auch zugleich als Motorrad-Europameisterschaft gewertet wurde. Im Lauf über 18 Runden auf der Gesamtstrecke (Nord- und Südschleife) über 509,4 km musste sich Kürten nur dem Sieger Josef Giggenbach (Bayerland) und Werner Huth auf Harley-Davidson geschlagen geben.
1928 wurde in Arnsberg ein neu errichtetes Werk in Betrieb genommen, das gebaut wurde, um die große Nachfrage nach den führerschein- und steuerfreien 200-cm³-Modellen befriedigen.
Nach zu schnellem Wachstum  ging das Unternehmen 1929 infolge der Weltwirtschaftskrise in die Insolvenz und wurde aufgelöst.